# (6581) Sobers
(6581) Sobers es un asteroide perteneciente al cinturón de asteroides, región del sistema solar que se encuentra entre las órbitas de Marte y Júpiter.
Fue descubierto el 22 de septiembre de 1981 por Antonín Mrkos desde el Observatorio Kleť.

## Designación y nombre
Designado provisionalmente como 1981 SO. Fue nombrado en honor a Garfield Sobers (nacido en 1936), jugador de críquet de las Indias Occidentales, considerado por muchos como el mejor jugador de todos los tiempos. Como bateador, Sobers anotó 8032 carreras en 160 entradas de prueba, incluidos 26 siglos y 365 (not out) contra Pakistán en 1957-1958. Como lanzador, tomó 235 wickets de prueba, con un promedio de un wicket por cada 34 carreras permitidas, y también fue un excelente close-fielder.

## Características orbitales
Sobers está situado a una distancia media del Sol de 2,299 ua, pudiendo alejarse hasta 2,574 ua y acercarse hasta 2,023 ua. Su excentricidad es 0,120 y la inclinación orbital 6,006 grados. Emplea 1272,93 días en completar una órbita alrededor del Sol.

## Características físicas
La magnitud absoluta de Sobers es 13,46. Tiene 5,716 km de diámetro y su albedo se estima en 0,311.